# Solexmuseum

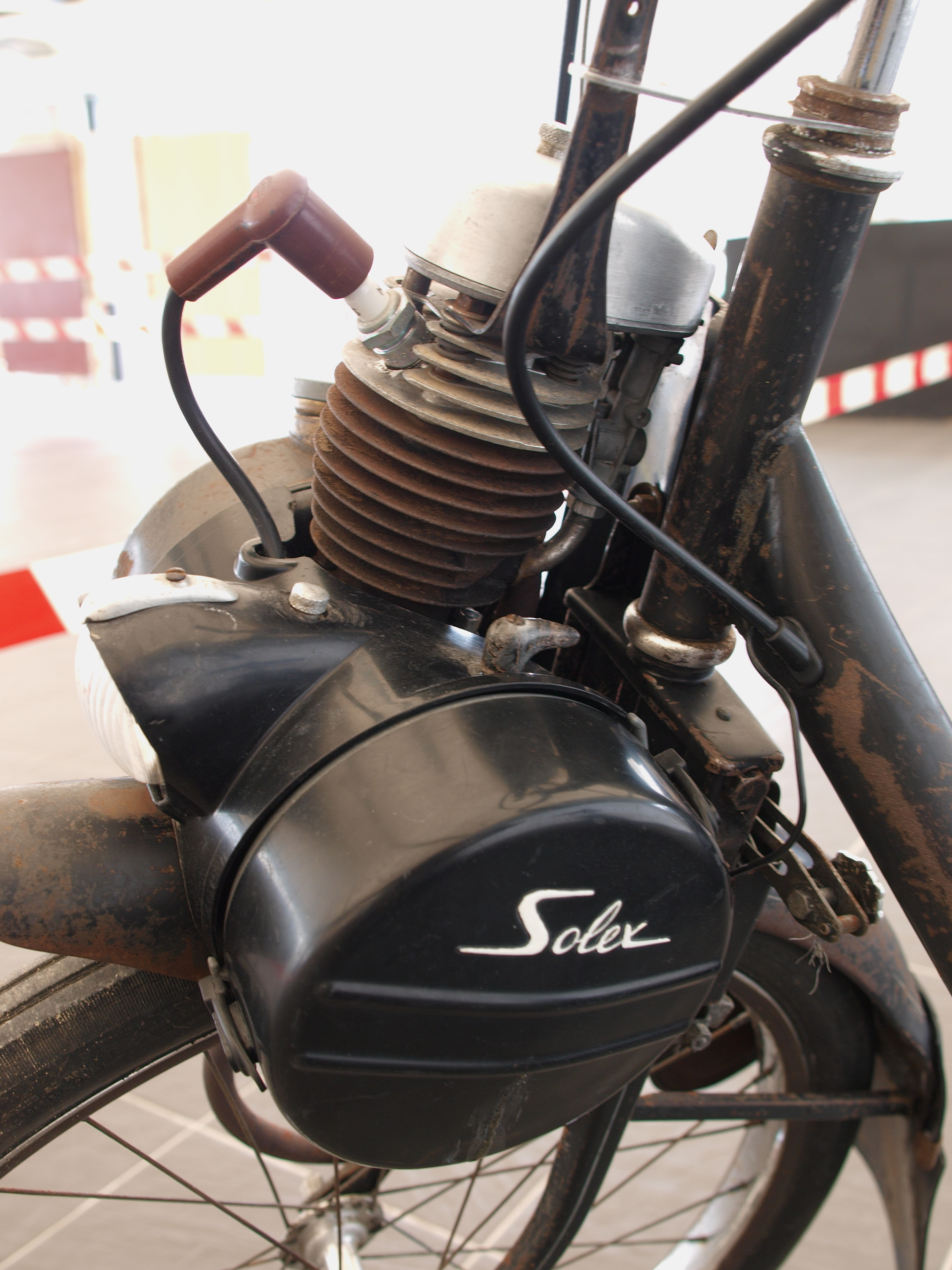

Het Solexmuseum is een transport- en techniekmuseum in Colijnsplaat, een dorp in de gemeente Noord-Beveland in de Nederlandse provincie Zeeland. In het museum zijn ongeveer twintig Solexen uit verschillende jaren tentoongesteld en is er een verzameling voorwerpen te zien die gerelateerd zijn aan het merk Solex, zoals Solex-documentatie, het Solexlied, reclameborden en speldjes. 
Het Solexmuseum is ondergebracht in de Stichting Solex Club Zeeland. Het doel van de stichting is om alle geïnteresseerden de gelegenheid te geven elkaar te ontmoeten en voor te lichten. De stichting organiseert ieder jaar een toertocht door Noord Beveland en een solexrace op Colijnsplaat.